# Hársfalvi Júlia
Hársfalvi Júlia (Zalaegerszeg, 1996. november 12. –) magyar válogatott kézilabdázó, balszélső, a Ferencváros játékosa.

## Pályafutása

### Klubcsapatban
Hársfalvi Júlia pályafutását a Veszprém Barabás majd a Mosonmagyaróvári KC csapataiban kezdte. A 2015-2016-os szezont megelőzően szerződtette a Győri Audi ETO csapata. A Rába-parti csapatban Korsós Dorina sérülését követően jutott több játéklehetőséghez, miközben egy könyökszalag-szakadás miatt neki is több hetet ki kellett hagynia. A 2016-17-es szezonban húsz bajnoki mérkőzésen negyven gólt szerzett és bemutatkozhatott a Bajnokok Ligájában is.
A Győri ETO-val két bajnoki címet és egy Bajnokok Ligáját valamint kupát nyert. A 2017-2018-as szezonra kölcsönadták a Debreceni VSC-nek.
A 2018-2019-es idényt a német TuS Metzingennél töltötte, ugyancsak kölcsönben. 2019 nyarától a Siófok KC játékosa. Két év elteltével a Ferencvároshoz igazolt.

### A válogatottban
Tagja volt az Európa-bajnoki negyedik U19-es válogatottnak. A magyar felnőtt válogatottba Kim Rasmussen hívta meg először 2016-ban, majd 2017-ben mutatkozhatott be címeres mezben.

## Sikerei, díjai
- Magyar bajnok: 2016, 2017, 2024
- Magyar Kupa-győztes: 2016, 2022, 2023,[12] 2024, 2025
- Bajnokok Ligája-győztes: 2017
  - döntős: 2016, 2023